# Louis Harold Gray
Louis Harold Gray (n. 10 noiembrie 1905, Greater London, Anglia, Regatul Unit al Marii Britanii și Irlandei – d. 9 iulie 1965, Greater London, Anglia, Regatul Unit) a fost un fizician britanic.
Printre alte realizări, el a stabilit o unitate de măsură pentru doza de radiații absorbite în țesut care, mai târziu, a fost numită după el ca unitate SI, gray-ul.

## Viața și opera
Louis Harold Gray a manifestat interes încă din tinerețe pentru experimentele în domeniul științelor naturii.
A studiat la Trinity College, Cambridge, unde s-a făcut remarcat prin rezultatele deosebite la învățătură. La vârsta de 20 ani a fost primit la Laboratorul Cavendish, condus de vestitul savant Ernest Rutherford.
Era perioada când se făceau descoperiri epocale în fizică, iar laboratorul Cavendish a avut o contribuție însemnată în acest sens. Tânărul Gray avea posibilitatea să lucreze cu mulți savanți vestiți, unii dintre ei laureați ai Premiului Nobel. Aici s-a format definitiv personalitatea sa și în anii următori s-a străduit să introducă atmosfera „Cavendish” în laboratoarele și lucrările sale.
În anii aceștia, Gray s-a ocupat foarte mult de studierea interacțiunii dintre radiație și masă. Într-una din primele sale lucrări, în 1929, a enunțat principiul camerei concave, independent de lucrările mai vechi ale lui W. H. Bragg, din același domeniu. Această teorie, care stă la baza dizometriei ionizante, se numește astăzi principiul Bragg-Gray. Alte lucrări ale lui Gray se referă la absorbția cuantelor gama dure și au pus bazele cunoștințelor despre perechile: electron-pozitron.
În ciuda succeselor din domeniul fizicii „pure”, Gray se simțea tot mai mult atras de radiobiologie. La mijlocul deceniului al IV-lea, acest domeniu al științei se afla abia la începuturile dezvoltării sale și Gray a înțeles că aici este nevoie de multă muncă de pionierat. A rămas apoi credincios radiobiologiei până la sfârșitul vieții sale terestre.
Printre primele sale teme de cercetare a fost găsirea unei metode de măsurare a radiației ionizante în cadrul proceselor biologice. De aceea, trebuia să acorde din ce în ce mai multa atenție problemelor de biologie și să-și însușească cunoștințe de chimie, biologie și medicină, care îi erau indispensabile pentru înțelegerea proceselor radiobiologice.
La sfârșitul anilor 1930, împreună cu colaboratorii săi, a construit un generator de neutroni, în vederea cercetării acțiunii radiației ionizante asupra corpurilor vii. Aceste cercetări de biologie erau legate de lucrări fundamentale de dozimetrie neuronică, în care a folosit experiența acumulată în cadrul laboratorului Cavendish.
După terminarea celui de-al doilea război mondial, Gray a activat în posturi de conducere din clinici mari, de exemplu la Hammersmith Hospital, iar din anul 1953, până la sfârșitul vieții sale fizice, la Mount Vernon Hospital. A depus eforturi considerabile pentru găsirea unei utilizări a izotopilor radioactivi artificiali în radiobiologie și în studierea tumorilor maligne. Voia să găsească căile și mijloacele de a mări eficiența radiației ionizante asupra celulelor tumorii fără a dăuna țesutului sănătos. Foarte cunoscute au devenit lucrările lui referitoare la "efectul oxigenului, el fiind primul care a apreciat cantitativ influența oxigenului asupra rezistenței celulelor la radiație.
La fel de importantă este și activitatea desfășurată de Gray în cadrul numeroaselor societăți și comitete științifice din țară și străinătate. Este suficient să amintim, astfel, activitatea lui în cadrul Comisiei Internaționale pentru unități de măsură radiobiologice, al cărei vicepreședinte a fost timp de mai mulți ani. În această calitate a contribuit, în special la elucidarea definițiilor și la definirea noțiunilor referitoare la măsurarea radiației ionizante.
Louis Harold Gray a decedat la 9 iulie 1965, la Northwood. Comisia internațională pentru măsurători și unități de măsură radiobiologice a instituit în anul 1967 o medalie în cinstea lui, medalie care se acordă, din patru în patru ani, pentru rezultate excepționale în acest domeniu.